# 碳化钚
碳化钚是多种化学计量的化合物的统称，包括PuC和Pu2C3等。
它可以与碳化铀一起用作核反应堆的核燃料。这种混合物也称作铀钚碳化物（UPuC）。